# Patrick Alessandrin
Patrick Alessandrin (* 17. Mai 1965) ist ein französischer Filmregisseur und Drehbuchautor.

## Leben
Patrick Alessandrin begann seine Arbeit beim Film als Assistent von Luc Besson für den Film Subway. Er drehte mit Ainsi soient-elles seinen ersten Spielfilm 1995 der von einem Trio Frauen handelt. Sechs Jahre später dreht er mit Wochenende! seinen zweiten Film der diesmal von einem Trio Männer handelt.

## Filmografie (Auswahl)
- 1989: L’aventure du Grand Bleu
- 1995: Ainsi soient-elles
- 2001: Wochenende! (15 août)
- 2003: Der kleine Scheißer (Mauvais esprit)
- 2009: Ghettogangz 2 – Ultimatum (Banlieue 13 – Ultimatum)